# Famous Fred
Famous Fred és un curtmetratge animat britànic de 1996 escrit i dirigit per Joanna Quinn. Està basat en el llibre infantil Fred de Posy Simmonds. S'ha subtitulat al català.
La pel·lícula es va estrenar el 24 de desembre de 1996 a Channel 4. Lenny Henry canta diverses cançons de la pel·lícula com a Fred, inclòs el títol One Last Song compost per Danny Cheng i escrit per Rob Reed i Nigel Crowle.
El curtmetratge va ser nominat al premi BAFTA al millor curt d'animació el 1997 i va guanyar el premi BAFTA infantil d'animació el mateix any.
La pel·lícula també va ser nominada a l'Oscar al millor curtmetratge d'animació el 1998, però va perdre en front Geri's Game.